# نخر المشائخ (القطن)
'

تعديل مصدري - تعديل

نخر المشائخ هي إحدى قرى عزلة وادي سر بمديرية القطن التابعة لمحافظة حضرموت، بلغ تعداد سكانها 24 نسمة حسب تعداد اليمن لعام 2004.